# 501
501 (DI) var ett normalår som började en måndag i den julianska kalendern.

## Händelser

### Okänt datum
- Qi He Di efterträder Qi Dong Hun som ledare för kinesiska Södra Qidynastin.
- Muryeong blir kung av Baekje.
- Ahkal Mo' Naab' I tar makten i Palenque.
- Symmachus godkänner att en synod sammankallas för att utreda vem som var den rättmätige påven, Symmachus eller Laurentius.

## Födda
- Khusrov I, kung av Persiska riket.
- Kejsarmodern Lou Zhaojun av Norra Qidynastin.
- Xiao Tong, kronprins av Liangdynastin.

## Avlidna
- Fergus Mòr, kung av Dalriada.
- Godegisel, burgundisk kung.
- Icel av Mercia, kung av Mercia.
- Ravina II, rabbin
- Su Xiaoxiao, kinesisk poet
- Kung Dongseong av Baekje
- Qi Dong Hun, kejsare av Södra Qidynastin.
- Pan Yunu, Qi Dong Huns favoritkonkubin.